# Villayón
Villayón é um concelho (município) da Espanha na província e Principado das Astúrias. Tem 132,46 km² de área e em 2019 tinha 1 206 habitantes (densidade: 9,1 hab./km²).

## Demografia
| Variação demográfica do município entre 1991 e 2004 | Variação demográfica do município entre 1991 e 2004 | Variação demográfica do município entre 1991 e 2004 | Variação demográfica do município entre 1991 e 2004 |
| --------------------------------------------------- | --------------------------------------------------- | --------------------------------------------------- | --------------------------------------------------- |
| 1991                                                | 1996                                                | 2001                                                | 2004                                                |
| 2268                                                | 2040                                                | 1895                                                | 1820                                                |